# Pabo
Pabo（パボ）は、フジテレビ系列で放送されていたクイズ番組『クイズ!ヘキサゴンII』にて結成された女性アイドルグループ。
ユニット名の由来は「おバカさん（馬鹿）」を意味する韓国語 “바보”（文化観光部2000年式：Babo、マッキューン＝ライシャワー式：Papo）から。

## 概要
2007年、『クイズ!ヘキサゴンII』にて、当時番組内で特に珍回答を連発していた里田まい・スザンヌ・木下優樹菜の女性タレント3名に対し、番組総合司会の島田紳助が「歌くらいは歌えるやろ」と発案し、歌手デビューが決定する。
デビュー曲「恋のヘキサゴン」は『クイズ!ヘキサゴンII』の2007年夏のキャンペーンソングとして、同年7月18日からエンディングに使用されるようになった。当初は番組内での使用及び携帯サイトでの着うた配信に留める予定だったが、好評だったことから急遽CD化が決定。9月26日にシングルとして発売され、オリコンのシングル週間チャートで最高19位を記録した。同時期から各メンバーはタレントとしてブレイクし、バラエティ番組などに多く出演するようになる。
2008年初頭に第2弾シングルを近々発売すると発表されたが、後に結成された羞恥心の想定外のヒットなどがあり実現せず、新曲の発表は2008年、翌2009年と続いてアルバム内のみとなった。
2011年8月23日に島田紳助が芸能界を引退し、それに伴い翌9月末で『クイズ!ヘキサゴンII』も放送終了。同年11月26日に行われた番組最後のイベント『ヘキサゴンファミリーコンサート 2011』への出演を最後に、当グループは解散となった。
活動期間は約4年。発売されたシングルは2枚（Paboとして単独のものはデビュー作「恋のヘキサゴン」のみ）で、発表されたオリジナル楽曲は計5曲。

## メンバー
（※ メンバーの詳細プロフィールはそれぞれの項を参照のこと）
テレビ番組発のユニットということもあり、メンバーそれぞれ所属する芸能事務所が異なっている。
位置付けは年齢順に里田が長女、スザンヌが次女、木下が末っ子。イメージカラーはデビューが発表された2007年7月25日放送分の『クイズ!ヘキサゴンII』におけるそれぞれの所属チームのカラーに由来する。なお、キャッチフレーズは2008年10月発売のアルバム『WE LOVE ヘキサゴン』に収録されているMCにて発表されたもので、デビュー時から存在していたものではない。
■里田まい（カントリー娘。）（1984年3月29日（40歳） - ）
リーダー。メンバーの中では唯一本職が歌手。また、個人としては最も多くヘキサゴンユニットに参加している。
ハロー!プロジェクト在籍時の公式サイトでは、Paboとしての活動は里田まい（カントリー娘。）のソロ活動扱いになっていた。
キャッチフレーズは、｢鳴かぬなら泣く子も黙るホトトギス｣
アニメキャラは左右に緑のリボンで髪を束ねている。
イメージカラーは緑。
■スザンヌ（1986年10月28日（38歳） - ）
3人の中では唯一デビュー当初からバラエティが活動の軸。また、Paboとしてのデビュー以前にヲタクアイドルユニット・中野腐女子シスターズとして2007年3月 - 2008年3月まで活動していた。
キャッチフレーズは、｢鳴かぬならなかなかのものですよホトトギス｣
アニメキャラは黄色のヘアバンド（カチューシャ）をしている。
イメージカラーは黄。
■木下優樹菜（1987年12月4日（37歳） - ）
音楽活動は特になかったが、デビュー前の2000年の女猿の最終オーディション、2001年に行われた｢モーニング娘。LOVEオーディション21」で最終選考の9人に残ったことがある。
Paboのメンバーで唯一、単独では他ユニットに所属していない。
キャッチフレーズは、｢鳴かぬなら静かでいいじゃんホトトギス｣
アニメキャラは、頭の左側に小さなピンク色のリボンをつけている。また、目の右下にピンクのハートをあしらっている。
イメージカラーはピンク。

## 衣装
- 「恋のヘキサゴン」、「陽は、また昇る」、「グリーンフラッシュ伝説」を参照。
- 『第59回NHK紅白歌合戦』ではオープニングや羞恥心、大橋のぞみらと「となりのトトロ」を歌う際は「恋のヘキサゴン」の衣装で出演し、持ち歌「陽は、また昇る」を歌う際は紅白仕様の衣装で出演した。

## ディスコグラフィ

### シングル
1. 恋のヘキサゴン （2007年9月26日、R and C）
アルバム『WE LOVE ヘキサゴン』に、スザンヌと木下が歌っている部分を録り直したリミックス版「恋のヘキサゴン〈2008mix〉」として収録されている
2. 恋 （2010年3月17日、よしもとR&C）
南明奈のスーパーマイルドセブン「幸せになろう」との両A面シングル
アルバム『WE LOVE ヘキサゴン 2010』にも収緑

### アルバム発表曲
- グリーンフラッシュ伝説 （2008年10月22日、アルバム『WE LOVE ヘキサゴン』収録）
- 恋をしようよ （2009年10月21日、アルバム『WE LOVE ヘキサゴン 2009』収録）
- 恋をしました （2011年11月23日、アルバム『WE LOVE ヘキサゴン 2011』収録）

### コーラス参加作品
- 一発屋2008「天下無敵の一発屋」（アルバム『WE LOVE ヘキサゴン』収録）
- スベラーズ「ひとつ500円で買い取らせていただきます（with Pabo ver.）」（アルバム『WE LOVE ヘキサゴン2009』収録）